# Клинички болнички центар Сестре милосрднице
45° 48′ 53″ С; 15° 57′ 11″ И / 45.8145932° С; 15.9531676° И
Клинички болнички центар Сестре милосрднице у Загребу, један је од најстаријих здравствених установа у Хрватској.

## Историја
Болница је основана 1846. године, кроз иницијативу кардинала Јураја Хаулика, загребачког надбискупа. Мијењала је локацију више пута до 1894. године, када је њемачки архитекта Куно Ваидман није завршио иградњу болничког кампуса, на мјесту некадашње Villa Socias и сусједног гробља у Виноградској улици.
Болницу су воделе Сестре милосрднице од 1894. до 1948. године. Аустријски цар Франц Јозеф је посјетио болницу 1895. године.
Сестре милосрднице су наставиле водити болницу све до његе конфискације послије Другог свјетског рата. Нова југословенска комунистичка власт је болницу национализовала 1948. године и назив је промјењен у „Болница др. Младен Стојановић”. Првобитно име је враћено 1992. године, али је Влада задржала власништво. Болницом сада управља министарство здравства.

## Дјелатности
Од 2007. године, болница се састоји од 17 клиника и 7 специјалистичких института, са укупно 853 кревета и 2.334 запослена у кампусу. Болница је и образовна установа за институте високог образовања, нпр. медицинска и стоматолошка школа, као и школа за медицинске сестре.